# Clypeodytes cribrosus
Clypeodytes cribrosus är en skalbaggsart som först beskrevs av Hermann Rudolph Schaum 1864.  Clypeodytes cribrosus ingår i släktet Clypeodytes och familjen dykare. Inga underarter finns listade i Catalogue of Life.